# 象山 (安江省)

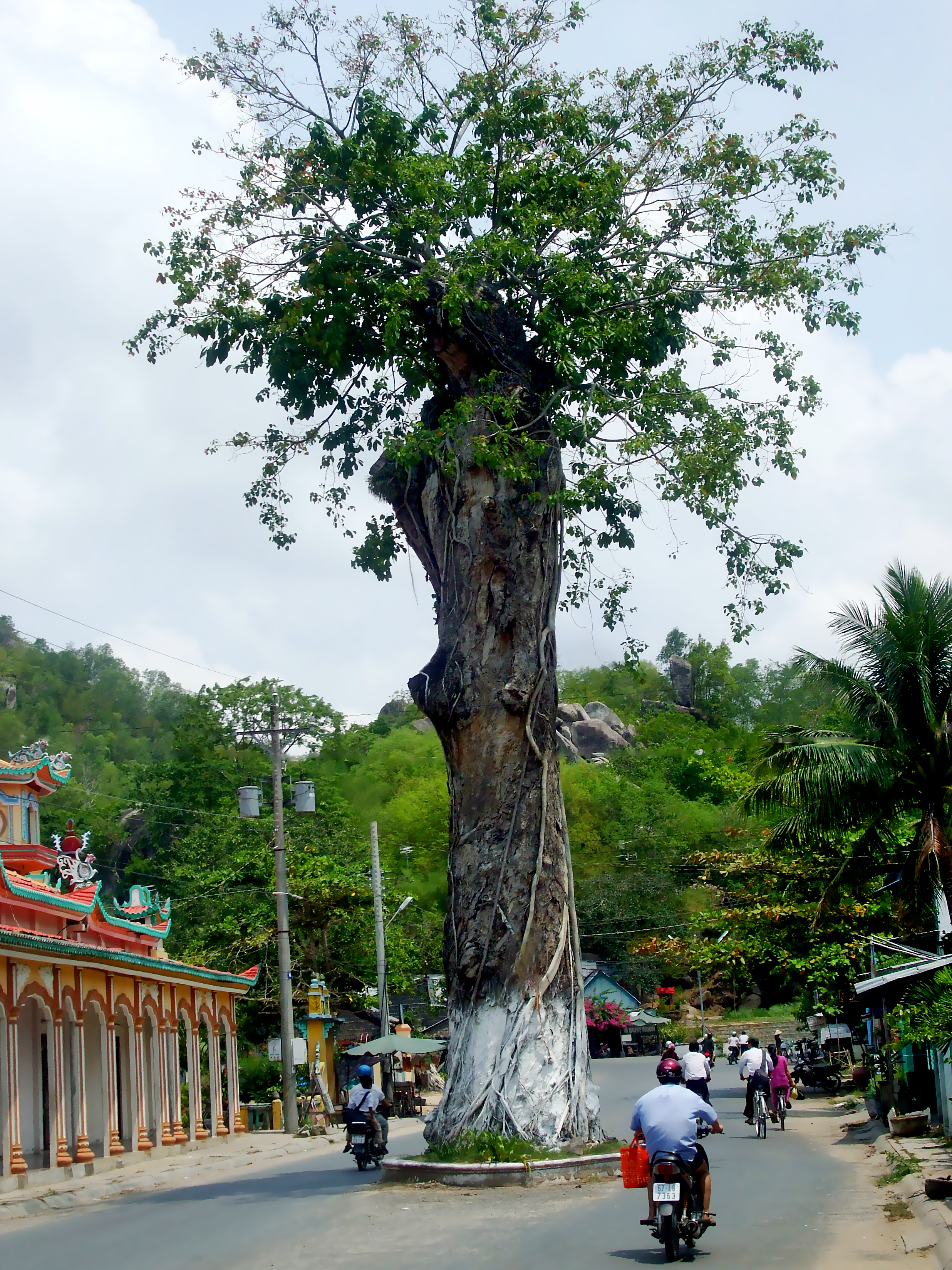
山腳的油桐樹

象山，又名蓮花山，位於越南安江省巴祝社，是七山山脈的一座山峰，為湄公河三角洲的基岩露頭，象山高145米，周長3825米，山上植被茂密，有許多岩洞，山腳有許多佛教寺廟。